# San Cebrián de Castro
San Cebrián de Castro és un municipi de la província de Zamora, i de la Comunitat Autònoma de Castella i Lleó. En aquest municipi hi ha dos localitats, San Cebrián de Castro, que dona nom al municipi i és on està l'ajuntament municipal, i Fontanillas de Castro.

## Demografia
| 1991 | 1996 | 2001 | 2004 |
| ---- | ---- | ---- | ---- |
| 483  | 425  | 370  | 325  |